# ミッドナイトアートシアター
ミッドナイトアートシアター（英語: MIDNIGHT ART THEATER）は、フジテレビ（関東ローカル）で深夜に不定期放送されている映画情報番組。

## 概要
放送開始は1987年4月。放送開始から数年は、当時映画ファンの間でブームになっていた「ミニシアター系」の作品を専門に放送していたが、現在では製作国やジャンルにこだわらない雑多な映画が放送されている。放送形態も、かつては映画本編はノーカットの上、途中にCMも入れず、外国映画の場合は字幕スーパーで放送していたが、現在ではこのポリシーは崩れ、CMが入り、日本語吹き替え版（短縮版）も放送される。吹き替え版以外の作品はほぼノーカットに近い形で放送されているが、映画のエンド・クレジットは途中でフェイド・アウトされるかカットされることが多い。番組タイトルは同じであるが、内容的には放送開始当時の面影はない。
番組開始当初は映画本編の前後に映画評論家、後にフジテレビアナウンサーによる解説があった。

## 冒頭部分の設定など
- 番組の設定は深夜の映画館である。客席に支配人以外、誰もいないのは、視聴者を観客としているからである。
- 長野翼がナビゲーターを務めた当初、肩書は「支配人」ではなく、「支配人の娘」という設定だった。
- 元支配人長野のコメントによると、長野が担当するようになってからの「ミッドナイトアートシアター」はラブストーリー専門の映画館ということのようである。
- 収録場所は、主にフジテレビマルチシアター。稀に映画紹介の為に関係者に話を聞く時、映画事業部でインタビューをする事がある。

### 歴代出演者
- 初期の解説担当者：品田雄吉、大久保賢一、森山京子、洞口依子 等
- ナビゲーター：佐々木恭子（フジテレビアナウンサー）（2001年10月？ - 2003年9月25日）
- 支配人・ナビゲーター・MC：長野翼（フジテレビアナウンサー）（2003年10月10日 - 2006年9月23日）
- 3代目支配人・ナビゲーター・MC：松尾翠（フジテレビアナウンサー）（2006年10月20日 - 2011年3月18日）
ポップン山田（声：不明、登場時期不明 - 交代時期不明）
2代目 ポップン吉川（声：千葉一伸、交代時期不明 - 2006年2月3日）
3代目 ポップン山田（声：山田ジャクソン、2006年2月10日 - ）
- 4代目支配人・ナビゲーター・MC：立本信吾（フジテレビアナウンサー）（2011年4月  - ）

- 主要ゲスト&コメンテーター:
大矢雅則（大矢のマッシー）　映画秘宝編集部
mic（ミック）ちゃん　シネマスタイリスト
高橋紀子（のりピー）　アジア映画コメンテーター
伊藤さおり（さおりん）　映画パーソナリティ
久保晴世　フジテレビ グッズ企画開発
中川京子　Frau編集部
JADE（慶應義塾大学ダンスチーム）
梅澤淳稔（梅ちゃん）　「劇場版ワンピースカラクリ城のメカ巨兵」プロデューサー
上田太地　東宝宣伝部
佐々木恭子（番組前任者）　「お台場冒険王2006 お台場映画王」ゼネラルプロデューサー

## 近年の放映作品
| 放送日             | 作品名                                              |
| ------------------ | --------------------------------------------------- |
| 2022年2月1日(火)   | ダイ・ハード                                        |
| 2022年2月22日(火)  | ダイ・ハード/ラスト・デイ                           |
| 2022年3月26日(土)  | リリーのすべて                                      |
| 2022年4月5日(火)   | フライトプラン                                      |
| 2022年4月19日(火)  | ガール・オン・ザ・トレイン                          |
| 2022年5月3日(火)   | クリムゾン・ピーク                                  |
| 2022年9月20日(火)  | いまを生きる                                        |
| 2022年9月24日(土)  | グッドモーニング, ベトナム                          |
| 2022年9月30日(金)  | ミッション:インポッシブル/ゴースト・プロトコル      |
| 2022年12月23日(金) | グリンチ                                            |
| 2023年1月5日(木)   | レイチェルの結婚                                    |
| 2023年3月25日(土)  | ブリグズビー・ベア                                  |
| 2023年3月29日(水)  | ダ・ヴィンチ・コード                                |
| 2023年4月12日(水)  | スパイダーマン                                      |
| 2023年6月8日(木)   | 幸せをつかむ歌                                      |
| 2023年6月29日(木)  | ドリームガールズ                                    |
| 2023年7月8日(土)   | ラフ・ナイト 史上最悪!?の独身さよならパーティー     |
| 2023年7月21日(金)  | ブライズメイズ 史上最悪のウェディングプラン         |
| 2023年9月1日(金)   | インスタント・ファミリー 〜本当の家族見つけました〜 |
| 2023年12月22日(金) | パッチ・アダムス                                    |
| 2024年2月23日(金)  | ボーン・レガシー                                    |
| 2024年12月25日(水) | LIFE!/ライフ                                        |
| 2024年12月27日(金) | ピッチ・パーフェクト                                |
| 2025年3月22日(土)  | ファースト・マン                                    |
| 2025年3月26日(水)  | ライフ・オブ・パイ/トラと漂流した227日              |

＊実際の放送時間は翌日未明

## 長野翼教育計画
概要
2005年10月から2006年9月まで行われた番組の企画である。元は冒頭部で映画のクイズをしたところ、当時の支配人・長野の偏った映画知識が露呈し、スタッフ陣から苦情が殺到したため、長野翼の映画知識を強化するために企画されたものである。
内容
- この企画の根本ともなった映画に関するクイズでは、長野翼の正解数は20問中は3問だった。また、映画音楽イントロクイズも行われたが、出題された15問のうち長野が答えられたのは2問だった。その後、映画期末テストとして、再びクイズが出題されたが、全15問中正解4問であった。
- 映画クイズ・イントロクイズは、出題されたイントロが使われた映画のタイトルを答えるものであるが、長野翼の場合、「ミッション・インポッシブル」のテーマを「007（ダブル・オー･セブン）」や「スピード」と答え、「ノッティングヒルの恋人」では「知っているラブストーリーの映画全部言っていけば当たるよ」と無茶を言うほか、挙句の果てには2度出題された「メリー・クリスマス・ミスター・ローレンス」のイントロを「戦場のメリークリスマス」ではなく2回とも「ジブリ系」（「もののけ姫」、トトロ）と最後まで考え続け、クイズは無惨な結果に終わり、放送では大幅にカットされる始末であった。
- ちなみに2006年9月にも、卒業試験と題して行われたが、結果は変わらず最後まで良い結果が出せないままコーナーは終了した。